# Chelsea, Maine
Chelsea är en kommun i Kennebec County i delstaten Maine, USA.